# ستيفن أ. هيغينسون
ستيفن أ. هيغينسون (بالإنجليزية: Stephen A. Higginson)‏ هو محامي وقاضي أمريكي، ولد في 1 أبريل 1961 في بوسطن في الولايات المتحدة.